# Port Royale
Port Royale – gra komputerowa należąca do strategii ekonomicznych, wydana przez firmę Ascaron, której akcja rozgrywa się na XVI i XVII-wiecznych Karaibach.

## Rozgrywka
Gracz wciela się w postać młodego marynarza, którego statek zostaje napadnięty w drodze do Nowego Świata. Bohater traci cały majątek, jego rodzina zostaje porwana, a jemu cudem udaje się dotrzeć na Karaiby.
Gra jest w dużym stopniu nieliniowa: liniowy jest jedynie wątek główny (odnalezienie rodziny). W grze duży nacisk kładzie się na handel, a rynkiem w grze kieruje prawo popytu i podaży. Oprócz handlu w grze można napadać na wrogie statki, wykonywać misje od gubernatorów i ludzi spotykanych w tawernach oraz odkrywać ukryte skarby.
Gra toczy się na obszarze obejmującym całe Karaiby oraz wschodnie wybrzeże Ameryki od Florydy, aż do Gujany. Na mapie rozmieszczonych jest 60 miast (m.in. Hawana, Nowy Orlean, Port-au-Prince, Veracruz, czy tytułowy Port Royale), których przynależność narodowa (Hiszpania, Anglia, Francja, Holandia) zależy od wybranego scenariusza.